# Doresia Krings
Pour les articles homonymes, voir Krings.
Doresia Krings, née le 13 avril 1977 à Radstadt, est une snowboardeuse autrichienne, capable de disputer des cross, des slaloms géant ou des slaloms (les deux dernières en parallèles).

## Palmarès

### Championnats du monde
- Championnats du monde 2005 à Whistler (Canada) :
  -  Médaille de bronze en Slalom parallèle.
  -  Médaille de bronze en Slalom géant parallèle.
- Championnats du monde 2007 à Arosa (Suisse) :
  -  Médaille de bronze en Slalom parallèle.

### Coupe du monde
- 1 gros globe de cristal :
  - Vainqueur du classement général en 2007.
- 3 petits globe de cristal :
  - Vainqueur du classement Parallèle en 2007.
  - Vainqueur du classement Snowcross en 2002 et 2005.
- 28 podiums dont 11 victoires en course.